# Vladyslav Morozov
Vladyslav Morozov (ukrainska: Владислав Миколайович Морозов) född 1980, en ukrainsk längdåkare.

## Vinster
- Paralympiska vinterspelen 2006 
  - Brons, längdskidåkning stafett 1x3,75 km + 2x5 km